# Córdoba, Veracruz
Córdoba (thành lập năm 1618) là thành phố hạt lỵ hạt có cùng tên tại bang Veracruz bên vịnh Mexico của México. Đô thị này có diện tích 226 km2, chiếm 0,19% diện tích bang này và được chia thành 176 đơn vị hành chính, trong đó nổi bật là: San José de Tapia, las Flores, Miraflores, Los Naranjos, Brillante Crucero, el Porvenir, San Rafael Caleria, Santa Elena, San Miguelito, San Nicolás. Dân số năm 2005 là 186.623 người. Đây là thành phố lớn thứ năm bang này. Córdoba nằm ở độ cao 850 m.

## Những người dân nổi tiếng
Diego Fernández de Córdoba, Hầu tước Guadalcázar, Alonso Galván, García Arévalo, Diego Rodríguez and Manuel Fernández".